# Prunus boissieri
Prunus boissieri är en rosväxtart som beskrevs av Arto Kurtto. Prunus boissieri ingår i släktet prunusar, och familjen rosväxter. Inga underarter finns listade i Catalogue of Life.